# Luis Naón
 (août 2020).
Si vous disposez d'ouvrages ou d'articles de référence ou si vous connaissez des sites web de qualité traitant du thème abordé ici, merci de compléter l'article en donnant les références utiles à sa vérifiabilité et en les liant à la section « Notes et références ».
 Luis Naón  est un chef d’orchestre, pédagogue, compositeur et musicologue français, né en 1961 en Argentine.

## Biographie
Il poursuit des études  à l'Université nationale de La Plata, à l'Université catholique argentine et au Conservatoire national supérieur de musique de Paris. En 2008, il compose Le Tyran, le Luthier et le Temps, une pièce pour mezzo-soprano, ténor, récitant, mandoline, guitare harpe et chœur d'enfants.

## Discographie
- Lascaux Expérience, avec l'Ensemble Laborintus, Digipack + livret douze pages français/anglais, illustré en couleurs, Label Césaré / distribution Metamkine.